# Kapampangan

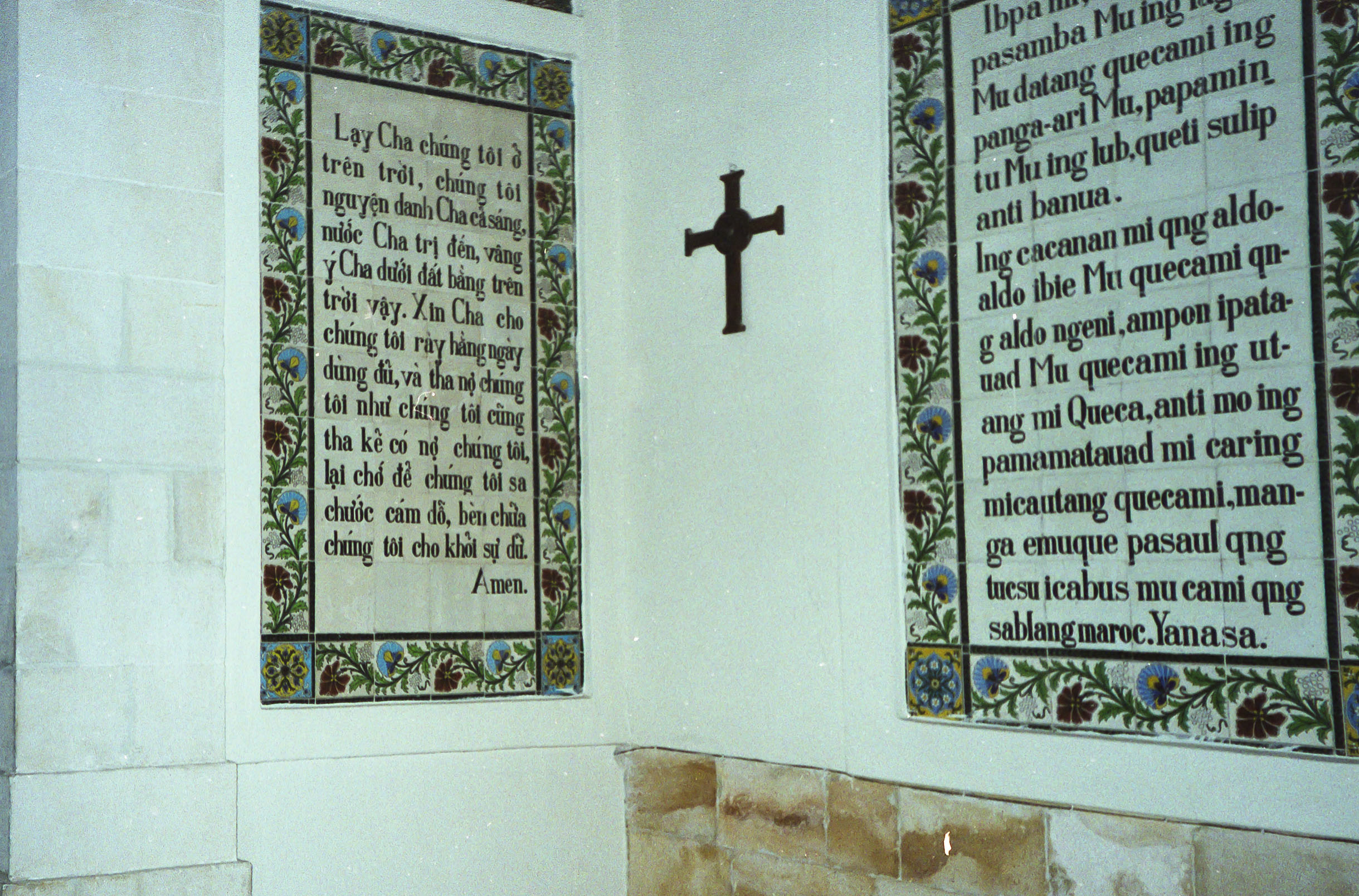
Das Vaterunser auf Pampanganisch (rechts) in der Paternosterkirche zu Jerusalem

Kapampangan, auch Pampanganische Sprache oder Pampanggan-Sprache, ist eine auf der philippinischen Insel Luzon gesprochene austronesische Sprache. Kapampangan wird von rund 2,3 Millionen Muttersprachlern gesprochen und gehört damit zu den 13 größten Sprachen der Philippinen.

## Sprachverwandtschaft
Kapampangan gehört zum Zentral-Luzon-Zweig der philippinischen Sprachen innerhalb der austronesischen Sprachfamilie. Dieser Zweig beinhaltet neben Kapampangan die Sambal-Sprachen der Provinz Zambales und die Boliano-Sprache, die in Bolinao gesprochen wird.

## Geschichte
Das Wort Kapampangan kommt vom Stamm pampang und bedeutet Flussufer. Es ist nur sehr wenig über diese Sprache vor der Ankunft der Spanier im 16. Jahrhundert bekannt. Im 18. Jahrhundert wurden die zwei Bücher Vocabulario de la lengua Pampanga und Arte de la lengua Pampanga von Diego Bergaño geschrieben. Zwei Kapampangan-Schriftsteller des 19. Jahrhunderts gelten als das Äquivalent von William Shakespeare in der Kapampangan-Literatur. Anselmo Fajardo schrieb Gonzalo de Córdova und Comedia Heróica de la Conquista de Granada, während Juan Crisostomo Soto durch seine vielen Theaterstücke bekannt wurde (zum Beispiel Alang Dios 1901). Der poetische Wettbewerb Crissotan wurde von Amado M. Yuzon in den 1950ern ins Leben gerufen um seinen Beitrag zur Kapampagan-Literatur zu verewigen.

## Geografische Verbreitung
Kapampangan wird hauptsächlich in den philippinischen Provinzen Pampanga und Tarlac gesprochen, aber auch in Nueva Ecija, Bulacan und Bataan. Die philippinische Volkszählung 2000 gibt an, dass 2.312.870 von 76.332.470 Menschen Kapampangan als Muttersprache haben.

## Laute
Im Standard-Kapampangan gibt es 21 Phoneme: 15 Konsonanten und 5 Vokale. Einige westliche Dialekte haben 6 Vokale. Die Silbenstruktur ist relativ einfach und jede Silbe enthält mindestens einen Vokal und einen Konsonanten.

### Vokale
Vor der Ankunft der Spanier hatte Kapampangan die drei Vokale [a], [i] und [u] (einige Dialekte auch [ə]). Durch die Entlehnung von Wörtern aus dem Spanischen wurde es später auf fünf Vokale erweitert.
Es gibt:
- einen ungerundeten offenen Vorderzungenvokal [a]
- einen ungerundeten halboffenen Vorderzungenvokal [ɛ]
- einen ungerundeten geschlossenen Vorderzungenvokal [i]
- einen gerundeten halbgeschlossenen Hinterzungenvokal [o]
- einen gerundeten geschlossenen Hinterzungenvokal [u]

Die Diphthonge sind [aɪ], [oɪ], [aʊ] und [iʊ], obwohl es in den meisten Dialekten nur zwei gibt.

### Konsonanten
Unten ist eine Tabelle mit den Konsonanten von Kapampangan. Alle Frikative sind nicht behaucht. Der velare Nasal kann an jeder Position im Wort vorkommen, auch am Anfang. Im Gegensatz zu anderen philippinischen Sprachen hat Kapampangan keinen Phonem [h].
|            |            | Bilabial | Dental/ Alveolar | Palatal        | Velar  | Glottal |
| Plosive    | Stimmlos   | p        | t                |                | k      | – ʔ     |
| Plosive    | Stimmhaft  | b        | d                |                | g      |         |
| Affrikate  | Stimmlos   |          |                  | (ts, tiy) [tʃ] |        |         |
| Affrikate  | Stimmhaft  |          |                  | (diy) [dʒ]     |        |         |
| Frikative  | Frikative  |          | s                | (siy) ʃ        |        |         |
| Nasale     | Nasale     | m        | n                |                | ng [ŋ] |         |
| Laterale   | Laterale   |          | l                |                |        |         |
| Flaps      | Flaps      |          | r                |                |        |         |
| Halbvokale | Halbvokale | w        |                  | (y) [j]        |        |         |

### Betonung
Die Betonung in Kapampangan ist phonemisch. Die Hauptbetonung ist entweder auf der letzten oder vorletzten Silbe eines Wortes. Vokalverlängerung wird von Haupt- oder Nebenbetonung begleitet, wenn die Betonung nicht am Ende des Wortes ist.

### Phonologie
- [a] wird leicht erhöht, wenn es nicht betont ist.
- In einigen westlichen Akzenten ist [ɯ] ein eigener Phonem, wie in [atɯp] (Dach) oder [alɯm] (tief). Doch dieser Laut ist für die meisten Kapampangan-Sprecher mit [a] verschmolzen.
- Ein unbetontes [i] wird normalerweise als [ɪ] ausgesprochen.
- Am Ende eines Wortes und Aussagesatzes werden [e] und [i] als [ɪ ~ i] ausgesprochen.
- Doch in aussagenden und fragenden Feststellungen wird [i] zu [ɛ].
- Am Ende eines Wortes und Aussagesatzes werden [o] und [u] als [u] ausgesprochen.
- Doch in aussagenden und fragenden Feststellungen wird [u] zu [o].
- Ein unbetontes [u] wird normalerweise als [ʊ] ausgesprochen.
- Der Diphthong [aɪ] wird in vielen Kapampangan-Akzenten zu [e ~ ɛ].
- Der Diphthong [aʊ] wird in vielen Kapampangan-Akzenten zu [o ~ ɔ].
- [k] tendiert zwischen Vokalen dazu zu [x] zu werden.
- [ɾ] und [d] sind manchmal austauschbar, da sie in Kapampangan Allophone sind.
- [ʔ] wird am Ende eines Wortes oft ausgelassen, wenn es in der Mitte des Satzes steht.

### Historische Lautverschiebungen
In den meisten Kapampangan-Dialekten verschmolz das ur-philippinische Schwa *ə mit [a], aber in einigen westlichen Dialekten blieb es erhalten. Zum Beispiel Ur-Philippinisch *tanəm ist tanam (pflanzen) in Kapampangan (vergleiche Tagalog tanim und Cebuano tanom). Das ur-philippinische *R verschmolz mit [j]. Zum Beispiel: Kapampangan: bayu, Tagalog: bago, Ilokano: baro, Deutsch: neu.

## Grammatik

### DasSubstantiv
In Kapampangan werden die Substantive nicht gebeugt, aber ihnen geht eine Fallkennzeichnung voraus. Es gibt drei Fälle: Absolutiv, Ergativ und Obliquus. Im Gegensatz zu den meisten europäischen Sprachen ist Kapampangan eine Ergativsprache und keine Akkusativsprache. Oft wird fälschlicherweise geglaubt, dass Kapampangan oft im Passiv gesprochen wird.
|                   | Absolutiv | Ergativ   | Obliquus |
| ----------------- | --------- | --------- | -------- |
| Dinge Singular    | ing       | -ng, ning | king     |
| Dinge Plural      | ding ring | ring      | karing   |
| Personen Singular | i         | -ng       | kang     |
| Personen Plural   | di ri     | ri        | kari     |

Beispiele:
- Dinatang ya ing lalaki. Der Mann kam an.
- Ikit neng Juan i Maria. Juan sah Maria.
- Munta la ri Elena at Robertu king bale nang Miguel. Elena und Roberto werden zu Miguels Haus gehen.
- Nukarin la ring libro? Wo sind die Bücher?
- Ibie ke ing susi kang Carmen. Wir werden Carmen die Schlüssel geben.

### Pronomen
|                           | Absolutiv (unabhängig) | Absolutiv (enklitisch) | Ergativ  | Obliquus         |
| ------------------------- | ---------------------- | ---------------------- | -------- | ---------------- |
| 1. Person Singular        | yaku, aku              | ku                     | ku       | kanaku, kaku     |
| 2. Person Singular        | ika                    | ka                     | mu       | keka             |
| 3. Person Singular        | iya, ya                | ya                     | na       | keya, kaya       |
| 1. Person Dual            | ikata                  | kata, ta               | ta       | kekata           |
| 1. Person Plural Inklusiv | ikatamu, itamu         | katamu, tamu           | tamu, ta | kekatamu, kekata |
| 1. Person Plural Exklusiv | ikami, ike             | kami, ke               | mi       | kekami, keke     |
| 2. Person Plural          | ikayo, iko             | kayu, ko               | yu       | kekayu, keko     |
| 3. Person Plural          | ila                    | la                     | da       | karela           |

Beispiele:
- Sinulat ku. Ich schrieb.
- Silatanan na ku. (Er) schrieb mir.
- Dinatang ya. Er kam an.
- Sabyan me kaku. Erzähl es mir.
- Ninu ya ing minaus keka? Wer rief dich?
- Mamasa la. Sie lesen.

#### Spezialformen
Die Pronomen ya und la haben eine Spezialform, wenn sie zusammen mit dem Wort ati (da ist/sind) oder ala (da ist/sind nicht) verwendet werden.
- Ati yu king Pampanga Er ist in Pampanga.
- Ala lu ring doktor keni. Die Ärzte sind nicht mehr hier.

#### Kombination von Pronomen
Die Anordnung und Form, in der Pronomen in Sätzen auftreten, sind in der folgenden Tabelle aufgelistet.
Die Kapampangan-Pronomen folgen Verben und Partikeln wie Verneinungswörtern. Das enklitische Pronomen geht immer einem anderen Pronomen oder Diskursmarker voraus.
- Ikit da ka. Ich sah dich.
- Silatanan na ku. Er schrieb mir.

Die Konstruktionen ikit ka da und silatanan ku na sind falsch.
Pronomen werden auch zu Kofferwörtern kombiniert:
- Ikit ke. (statt Ikit ku ya) Ich sah sie.
- Dinan kong pera (statt Dinan ku lang pera) Ich gab ihnen Geld.

In Fragen und Sätzen mit naman werden keine Kofferwörter verwendet:
- Akakit mya? (statt akakit me?) Siehst du ihn?
- Buri nya naman yan. (statt buri ne naman yan) Er mag hingegen diesen.

|                | yaku 1. S       | ika 2. S        | ya 3. S                | ikata 1. Dual   | ikatamu 1. P ink. | ikami 1. P exk. | ikayo 2. P      | ila 3. P                 |
| -------------- | --------------- | --------------- | ---------------------- | --------------- | ----------------- | --------------- | --------------- | ------------------------ |
| ku 1. S        | (ing sarili ku) | da ka           | ke kya                 | –               | –                 | –               | da ko da kayu   | ko ku la                 |
| mu 2. S        | mu ku           | (ing sarili mu) | me mya                 | –               | –                 | mu ke mu kami   | –               | mo mu la                 |
| na 3. S        | na ku           | na ka           | ne nya (ing sarili na) | na kata         | na katamu         | na ke na kami   | na ko na kayu   | no nu la                 |
| ta 1. Dual     | –               | –               | te tya                 | (ing sarili ta) | –                 | –               | –               | to ta la                 |
| tamu 1. P ink. | –               | –               | ta ya                  | –               | (ing sarili tamu) | –               | –               | ta la                    |
| mi 1. P exk.   | –               | da ka           | mi ya                  | –               | –                 | (ing sarili mi) | da ko da kayu   | mi la                    |
| yu 2. P        | yu ku           | –               | ye ya                  | –               | –                 | yu ke yu kami   | (ing sarili yu) | yo yu la                 |
| da 3. P        | da ku           | da ka           | de dya                 | da kata         | da katamu         | da ke da kami   | da ko da kayu   | do da la (ing sarili da) |

#### Demonstrativpronomen
Die Demonstrativpronomen werden in der folgenden Tabelle aufgelistet.
Das Demonstrativpronomen von Kapampangan unterscheidet sich von dem anderer philippinischer Sprachen, weil zwischen Singular und Plural unterschieden wird.
|                                               | Absolutiv | Absolutiv | Ergativ | Ergativ  | Obliquus | Obliquus | Lokativ | Lokativ | Existential |
| --------------------------------------------- | --------- | --------- | ------- | -------- | -------- | -------- | ------- | ------- | ----------- |
| Singular                                      | Plural    | Singular  | Plural  | Singular | Plural   | Singular | Plural  |         | Existential |
| am nächsten zum Sprecher (dieses, hier)       | ini       | deni reni | nini    | dareni   | kanini   | kareni   | oyni    | oreni   | keni        |
| nahe dem Sprecher und Adressat (dieses, hier) | iti       | deti reti | niti    | dareti   | kaniti   | kareti   | oyti    | oreti   | keti        |
| am nächsten zum Adressat (jenes, dort)        | iyan      | den ren   | niyan   | daren    | kanyan   | karen    | oyan    | oren    | ken         |
| abseits (jenes, dort drüben)                  | ita       | deta reta | nita    | dareta   | kanita   | kareta   | oyta    | oreta   | keta        |

### Verben
In Kapampangan sind Verben sehr komplex und können eine Vielzahl von Affixen, Flexionen, Aspekten, Modi und anderen haben.

#### Unklarheiten und Unregelmäßigkeiten
Die Verben in Kapampangan sind schwieriger als in anderen philippinischen Sprachen, da einige Verben unvorhersagbaren Konjugationen angehören und einige Verbformen mehrdeutig sind.

#### Konjugation
|                                 | Infinitiv | Verlaufsform | Abgeschlossen                  |
| ------------------------------- | --------- | ------------ | ------------------------------ |
| Agens-Fokus1a                   | -um-      | CV-          | -in-                           |
| Agens-Fokus1b                   | –         | CV-          | -in- -i-                       |
| Agens-Fokus1c                   | m-        | mVm-         | min- me-                       |
| Agens-Fokus2                    | mag-      | mág-         | mig-, meg-                     |
| Agens-Fokus3                    | ma-       | má-          | ne-                            |
| Agens-Fokus4                    | maN-      | máN-         | meN-                           |
| Objekt-Fokus1                   | -an       | CV- … -an    | -in- -i- -e-                   |
| Objekt-Fokus2 Benefactive Focus | i-        | iCV-         | i- -in- i- -i- i- -e-          |
| Objekt-Fokus3 Locative Focus    | -an       | CV- … -an    | -in- … -an -i- … -an -e- … -an |
| Instrument-Fokus                | ipaN-     | páN-         | piN-, peN                      |
| Begründungs-Fokus               | ka-       | ká-          | ke-                            |

## Sprachbeispiel
Allgemeine Erklärung der Menschenrechte, Artikel 1:
- Ding sablang tau mibait lang malaya at pante-pante king karangalan at karapatan. Ila mipagkaluban lang katuliran at konsensiya ay dapat misaupan king diwang pamikapatiran.
- Alle Menschen sind frei und gleich an Würde und Rechten geboren. Sie sind mit Vernunft und Gewissen begabt und sollen einander im Geist der Brüderlichkeit begegnen.